# Arrondissement de Fontainebleau
L'arrondissement de Fontainebleau est une division administrative française, située dans le département de Seine-et-Marne et la région Île-de-France.

## Historique
Supprimé de 1926 à 1988, l'arrondissement fut restauré dans la composition qui était la sienne de 1800 (an VIII) à 1926, à l'exception du canton de Montereau-Fault-Yonne resté dans l'arrondissement de Provins.
L'arrondissement actuel est établi par le décret no 88-441 du 26 avril 1988 portant création de l'arrondissement de Fontainebleau (Seine-et-Marne) :

« Art. 1er. - Il est créé dans le département de Seine-et-Marne un arrondissement comprenant les cantons de Fontainebleau, La Chapelle-la-Reine, Château-Landon, Lorrez-le-Bocage-Préaux, Moret-sur-Loing et Nemours.
Le chef-lieu de cet arrondissement est fixé à Fontainebleau. »

## Géographie
Situé dans la partie sud du département de Seine-et-Marne, l'arrondissement de Fontainebleau est délimité au nord par les arrondissements de Melun et Provins, à l'est et au sud-est par celui de Sens dans le département de l'Yonne en Bourgogne-Franche-Comté, au sud-ouest par celui de Montargis dans le Loiret dans le Centre-Val de Loire et à l'ouest par l'arrondissement d'Évry dans l'Essonne.

### Hydrographie
- La Seine au nord et à l'est de l'arrondissement
- La rivière le Loing dont le confluent avec la Seine et le canal du Loing.
- La rivière l'Orvanne.
- Le Lunain se jette dans le Loing au niveau de l'écluse d'Épisy.

### Voies de communication et transports
L'arrondissement est desservie par l'autoroute A6  à l'échangeur n°14 près du centre d'Ury, au sud-ouest de Fontainebleau et à l'échangeur de Nemours. De plus l'autoroute A77 possède son extrémité nord dans l'arrondissement à Poligny.
La ligne R du Transilien traverse l'arrondissement et dessert plusieurs gares de la ligne
- sur l'axe Melun à Montereau par Moret : Bois-le-Roi, Fontainebleau - Avon, Thomery, Moret-Veneux-les-Sablons et Saint-Mammès.
- sur la branche de Montargis : Montigny-sur-Loing, Bourron-Marlotte - Grez, Nemours - Saint-Pierre, Bagneaux-sur-Loing et Souppes - Château-Landon.
- sur l'axe de Melun à Montereau par Héricy : Héricy, Vulaines-sur-Seine - Samoreau, Champagne-sur-Seine et Vernou-sur-Seine.

L'aérodrome de Moret-Episy, ouvert à l'aviation légère,  est l'unique aérodrome de l'arrondissement, situé sur la commune de Moret-Loing-et-Orvanne.

## Composition

### Composition avant 2015

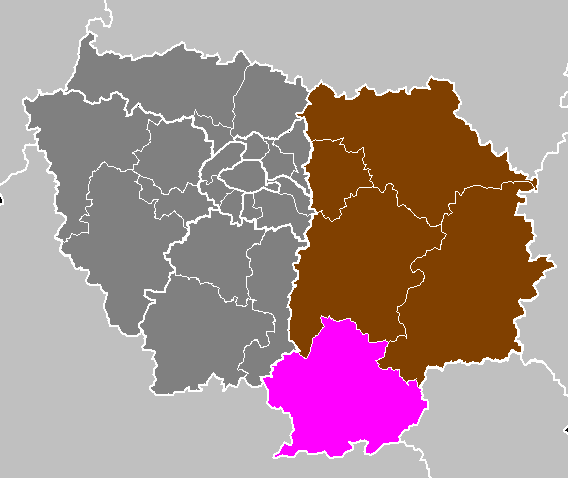
Localisation de l'arrondissement avant 2015.

Liste des 6 cantons qui composait l'arrondissement avant le redécoupage cantonal de 2014
| Nom du canton           | Population (2014) | Superficie (km²) | Nombre de communes | Ancien code canton |
| ----------------------- | ----------------- | ---------------- | ------------------ | ------------------ |
| La Chapelle-la-Reine    | 13 213            | 247,68           | 18                 | 77 03              |
| Château-Landon          | 14 447            | 134,09           | 15                 | 77 04              |
| Fontainebleau           | 45 969            | 209,87           | 7                  | 77 13              |
| Lorrez-le-Bocage-Préaux | 11 164            | 214,06           | 16                 | 77 16              |
| Moret-sur-Loing         | 34 806            | 132,49           | 14                 | 77 21              |
| Nemours                 | 32 232            | 188,98           | 17                 | 77 24              |

### Découpage cantonal depuis 2015
Détails des 4 cantons actuels de l'arrondissement de Fontainebleau
| Nom du canton         | Code canton    | Nombre de communes | Population 2014 | Superficie (km²) | Densité | Communes du canton composant l'arrondissement |
| --------------------- | -------------- | ------------------ | --------------- | ---------------- | ------- | --- |
| Fontainebleau         | 7707           | 32                 | 61 267          | 505,27           | 121     | Achères-la-Forêt, Amponville, Arbonne-la-Forêt, Avon, Barbizon, Boissy-aux-Cailles, Boulancourt, Bourron-Marlotte, Burcy, Buthiers, Cély, Chailly-en-Bière, Fleury-en-Bière, Fontainebleau, Fromont, Guercheville, Héricy, La Chapelle-la-Reine, Le Vaudoué, Nanteau-sur-Essonne, Noisy-sur-École, Recloses, Rumont, Saint-Germain-sur-Ecole, Saint-Martin-en-Bière, Saint-Sauveur-sur-Ecole, Samois-sur-Seine, Samoreau, Tousson, Ury, Villiers-sous-Grez, Vulaines-sur-Seine. |
| Montereau-Fault-Yonne | 7713           | 7                  | 29 442          | 150,83           | 195     | Champagne-sur-Seine, Moret-Loing-et-Orvanne, Saint-Mammès, Thomery, Vernou-la-Celle-sur-Seine, Villecerf, Ville-Saint-Jacques. |
| Nangis                | 7714           | 2                  | 8 201           | 17,01            | 482     | Bois-le-Roi, Chartrettes. |
| Nemours               | 7715           | 45                 | 55 260          | 607,66           | 91      | Arville, Aufferville, Bagneaux-sur-Loing, Beaumont-du-Gâtinais, Bougligny, Bransles, Chaintreaux, Château-Landon, Châtenoy, Chenou, Chevrainvilliers, Chevry-en-Sereine, Darvault, Dormelles, Égreville, Faÿ-lès-Nemours, Flagy, Garentreville, Gironville, Grez-sur-Loing, Ichy, La Genevraye, La Madeleine-sur-Loing,Larchant, Lorrez-le-Bocage-Préaux, Maisoncelles-en-Gâtinais, Mondreville, Montcourt-Fromonville, Montigny-sur-Loing, Montmachoux, Nanteau-sur-Lunain, Nemours, Nonville, Obsonville, Ormesson, Paley, Poligny, Remauville, Saint-Ange-le-Viel, Saint-Pierre-lès-Nemours, Souppes-sur-Loing, Treuzy-Levelay, Vaux-sur-Lunain, Villebéon, Villemaréchal, Villemer. |
| Arrondissement        | Arrondissement | 86                 | 154 170         | 1 280,77         | 120     | |

### Découpage communal depuis 2015
Depuis 2015, le nombre de communes des arrondissements varie chaque année soit du fait du redécoupage cantonal de 2014 qui a conduit à l'ajustement de périmètres de certains arrondissements, soit à la suite de la création de communes nouvelles. Le nombre de communes de l'arrondissement de Fontainebleau est ainsi de 86 en 2015, 84 en 2016, 86 en 2017 et 85 en 2019.
Au 1er janvier 2024, l'arrondissement groupe les 85 communes suivantes :
1. Achères-la-Forêt
2. Amponville
3. Arbonne-la-Forêt
4. Arville
5. Aufferville
6. Avon
7. Bagneaux-sur-Loing
8. Barbizon
9. Beaumont-du-Gâtinais
10. Bois-le-Roi
11. Boissy-aux-Cailles
12. Bougligny
13. Boulancourt
14. Bourron-Marlotte
15. Bransles
16. Burcy
17. Buthiers
18. Cély
19. Chailly-en-Bière
20. Chaintreaux
21. Champagne-sur-Seine
22. La Chapelle-la-Reine
23. Chartrettes
24. Château-Landon
25. Châtenoy
26. Chenou
27. Chevrainvilliers
28. Darvault
29. Dormelles
30. Égreville
31. Faÿ-lès-Nemours
32. Flagy
33. Fleury-en-Bière
34. Fontainebleau
35. Fromont
36. Garentreville
37. La Genevraye
38. Gironville
39. Grez-sur-Loing
40. Guercheville
41. Héricy
42. Ichy
43. Larchant
44. Lorrez-le-Bocage-Préaux
45. La Madeleine-sur-Loing
46. Maisoncelles-en-Gâtinais
47. Mondreville
48. Montcourt-Fromonville
49. Montigny-sur-Loing
50. Moret-Loing-et-Orvanne
51. Nanteau-sur-Essonne
52. Nanteau-sur-Lunain
53. Nemours
54. Noisy-sur-École
55. Nonville
56. Obsonville
57. Ormesson
58. Paley
59. Perthes
60. Poligny
61. Recloses
62. Remauville
63. Rumont
64. Saint-Germain-sur-École
65. Saint-Mammès
66. Saint-Martin-en-Bière
67. Saint-Pierre-lès-Nemours
68. Saint-Sauveur-sur-École
69. Samois-sur-Seine
70. Samoreau
71. Souppes-sur-Loing
72. Thomery
73. Tousson
74. Treuzy-Levelay
75. Ury
76. Le Vaudoué
77. Vaux-sur-Lunain
78. Vernou-la-Celle-sur-Seine
79. Villebéon
80. Villecerf
81. Villemaréchal
82. Villemer
83. Ville-Saint-Jacques
84. Villiers-sous-Grez
85. Vulaines-sur-Seine

## Démographie

### Évolution démographique
En 2022, l'arrondissement comptait 156 658 habitants.
| 1968    | 1975    | 1982    | 1990    | 1999    | 2006    | 2011    | 2016    | 2021    |
| ------- | ------- | ------- | ------- | ------- | ------- | ------- | ------- | ------- |
| 106 271 | 115 229 | 120 845 | 134 111 | 144 849 | 147 507 | 160 700 | 156 193 | 156 450 |

| 2022    | - | - | - | - | - | - | - | - |
| ------- | - | - | - | - | - | - | - | - |
| 156 658 | - | - | - | - | - | - | - | - |

### Pyramide des âges
La population de la commune est relativement âgée. Le taux de personnes d'un âge supérieur à 60 ans (24,9 %) est en effet supérieur au taux national (21,6 %) et au taux départemental (15,4 %).
À l'instar des répartitions nationale et départementale, la population féminine de la commune est supérieure à la population masculine. Le taux (51,7 %) est légèrement supérieur au taux national (51,6 %).
La répartition de la population de l'arrondissement par tranches d'âge est, en 2014, la suivante :
- 0 à 14 ans  : 18,3 %
- 15 à 29 ans : 16,6 %
- 30 à 44 ans : 18,3 %
- 45 à 59 ans : 21,9 %
- 60 à 74 ans : 15,3 %
- 75 ans ou + :  9,6 %

| Hommes | Classe d’âge | Femmes |
| ------ | ------------ | ------ |
| 0,7    | 90 ans ou +  | 1,8    |
| 6,7    | 75 à 89 ans  | 9,9    |
| 15,2   | 60 à 74 ans  | 15,4   |
| 22,0   | 45 à 59 ans  | 21,8   |
| 18,3   | 30 à 44 ans  | 18,2   |
| 17,5   | 15 à 29 ans  | 15,8   |
| 19,5   | 0 à 14 ans   | 17,2   |

## Administration
| Période           | Période           | Identité                       | Fonction précédente                                                                                      | Observation                                                                              |
| ----------------- | ----------------- | ------------------------------ | --- | ---------------------------------------------------------------------------------------- |
|                   |                   |                                | |                                                                                          |
| 18 juin 1817      | 7 avril 1824      | Pierre de Meulan               | Secrétaire général du Rhône                                                                              | Nommé préfet des Vosges                                                                  |
|                   |                   |                                | |                                                                                          |
| 14 septembre 1830 | 10 décembre 1832  | Henry Vallet de Villeneuve     | | Nommé préfet du Tarn                                                                     |
|                   |                   |                                | |                                                                                          |
| 6 avril 1841      | 9 décembre 1845   | Gilbert Cournon                | Sous-préfet d'Alès                                                                                       | Nommé préfet du Cantal                                                                   |
| 9 décembre 1845   | 31 juillet 1847   | André Réal                     | Sous-préfet de Langres                                                                                   | Nommé préfet de l'Aude                                                                   |
| 20 mars 1848      | 2 mai 1848        | Eugène Lagarde                 | Sous-préfet de Sélestat-Erstein                                                                          | Nommé préfet de Seine-et-Marne                                                           |
| 28 juillet 1849   | 1er février 1852  | Aubin Brondealt de Saulxures   | Sous-préfet de Villefranche-de-Rouergue                                                                  | Nommé préfet de l'Ardèche                                                                |
|                   |                   |                                | |                                                                                          |
| 21 avril 1871     | 26 mai 1873       | Michel Decazes                 | Inspecteur général des établissements de bienfaisance                                                    | Nommé préfet de l'Indre                                                                  |
| 28 mai 1873       | 24 mai 1876       | Édouard Haward de la Blotterie | Sous-préfet d'Issoudun                                                                                   | Nommé sous-préfet de Douai                                                               |
|                   |                   |                                | |                                                                                          |
| 13 février 1880   | 17 novembre 1880  | Gustave Le mallier             | Sous-préfet de Rambouillet                                                                               | Nommé préfet de l'Allier                                                                 |
| 17 novembre 1880  | 30 mars 1881      | Eugène Doucin                  | Sous-préfet d'Argentan                                                                                   | Nommé préfet de Constantine en Algérie française                                         |
| 30 mars 1881      | 19 janvier 1885   | Louis Lépine                   | Sous-préfet de Langres                                                                                   | Nommé préfet de l'Indre                                                                  |
| 19 janvier 1885   | 24 mars 1888      | Emile Dornois                  | Sous-préfet d'Étampes                                                                                    | Nommé préfet de la Drôme                                                                 |
| 24 mars 1888      | 24 mai 1889       | Olivier Sainsère               | Sous-préfet de Lunéville                                                                                 | Nommé préfet de Loir-et-Cher                                                             |
| 24 mai 1889       | 7 janvier 1891    | Jean Dufoix                    | Secrétaire général de la préfecture du Puy-de-Dôme                                                       | Nommé secrétaire général de la préfecture de Seine-et-Oise                               |
| 7 janvier 1891    | 21 octobre 1895   | Gabriel Fourcy                 | Sous-préfet de Verdun                                                                                    | Nommé préfet de la Haute-Saône                                                           |
| 21 octobre 1895   | 31 décembre 1899  | Georges Tallon                 | Sous-préfet de Senlis                                                                                    | Nommé préfet des Vosges                                                                  |
| 31 décembre 1899  | 9 septembre 1902  | Jean de Gaffory                | Sous-préfet de Dreux                                                                                     | Nommé secrétaire général de la préfecture des Bouches-du-Rhône                           |
| 9 septembre 1902  | 31 décembre 1905  | Jean-Baptiste Roudaud          | Sous-préfet de Reims                                                                                     | Remplacé et devient percepteur                                                           |
| 31 décembre 1905  | 23 mai 1911       | Hippolyte Juillard             | | Nommé préfet de la Corse                                                                 |
| 23 mai 1911       | 4 juillet 1914    | Hilaire Delfini                | Sous-préfet de Montargis                                                                                 | Nommé préfet de l'Ain                                                                    |
| 15 juillet 1914   | 7 novembre 1925   | Maurice Fragnaud               | Sous-préfet d'Issoire                                                                                    | Détaché à la disposition du sous-secrétaire d'État des Régions libérées                  |
| 7 novembre 1925   | 22 septembre 1926 | Maurice Luchaire               | Sous-préfet de Beaune                                                                                    | Rattaché à la préfecture de Seine-et-Marne lors de la fermeture de la sous-préfecture    |
|                   |                   |                                | |                                                                                          |
|                   | 1er décembre 1995 | Gérard Senegas                 | | Nommé sous-préfet d'Alès                                                                 |
| 9 janvier 1996    | 15 juin 2000      | Jean-Claude Closset            | Administrateur civil                                                                                     |                                                                                          |
| 29 juin 2000      | 30 avril 2004     | Patricia Willaert              | Administratrice civile                                                                                   | Nommée sous-préfète des Sables-d'Olonne                                                  |
| 4 mai 2004        | 20 mars 2007      | Philippe Chopin                | | Nommé directeur de cabinet du préfet du Val-de-Marne                                     |
| 20 mars 2007      | 30 juillet 2007   | Philippe Darcel                | Sous-préfet hors classe, hors cadre                                                                      | Nommé sous-préfet hors cadre                                                             |
| 11 janvier 2008   | 11 mars 2009      | Dominique Fétrot               | Secrétaire général de la préfecture de la Haute-Savoie                                                   | Nommé sous-préfet hors cadre                                                             |
| 23 mars 2009      | 1er mars 2012     | Philippe Ronssin               | Sous-préfet de Briey                                                                                     | Nommé préfet hors cadre, chargé d'une mission de service public relevant du Gouvernement |
| 29 novembre 2012  | 21 décembre 2015  | Chantal Manguin-Dufraisse      | Sous-préfète de Saint-Omer                                                                               | Retraite                                                                                 |
| 30 décembre 2015  | octobre 2020      | Jean-Marc Giraud               | Secrétaire général de la préfecture de l'Indre                                                           | Sous-préfet de Montluçon                                                                 |
| 13 octobre 2020,  | En cours          | Véronique Solere               | Vétérinaire détachée en qualité de sous-préfète hors classe, directrice de cabinet du préfet du Morbihan |                                                                                          |